# Marie Massios
Marie Massios (30 gennaio 1992) è un'ex sciatrice alpina francese.

## Biografia
Attiva in gare FIS dal novembre del 2007, la Massios ha esordito in Coppa Europa il 16 dicembre 2009 ad Alleghe in slalom gigante, senza qualificarsi per la seconda manche, e in Coppa del Mondo il 15 dicembre 2013 a Sankt Moritz nella medesima specialità, senza completare la prova. Sempre in slalom gigante ha colto il suo primo podio in Coppa Europa, l'11 dicembre 2015 a Lillehammer Kvitfjell, e il suo miglior piazzamento in Coppa del Mondo, il 7 marzo 2016 a Jasná (21ª).
Il 9 dicembre 2017 è salita per l'ultima volta sul podio del circuito continentale, a Lillehammer Kvitfjell in supergigante (3ª), e il 27 gennaio 2018 ha disputato la sua ultima gara in Coppa del Mondo, lo slalom gigante di Lenzerheide (senza completare la prova). La sua ultima gara è stata lo slalom gigante dei Campionati francesi 2018, disputato a Châtel il 25 marzo e che ha chiuso al 13º posto; il giorno successivo la Massios ha annunciato il ritiro dalle competizioni. In carriera non ha mai preso parte a rassegne olimpiche né iridate.

## Palmarès

### Coppa del Mondo
- Miglior piazzamento in classifica generale: 108ª nel 2016

### Coppa Europa
- Miglior piazzamento in classifica generale: 24ª nel 2016
- 3 podi:
  - 1 secondo posto
  - 2 terzi posti

### Campionati francesi
- 1 medaglia:
  - 1 bronzo (supergigante nel 2017)